# Nela Pocisková
Nela Pocisková (Bratislava, 4 oktober 1990) is een Slowaaks zanger.

## Biografie
Pocisková is vooral bekend vanwege diens deelname aan het Eurovisiesongfestival 2009 in de Russische hoofdstad Moskou. Met het nummer Leť tmou werd zij aan de zijde van Kamil Mikulčík uitgeschakeld in de halve finale.